# 풀리쉬 게임
"풀리쉬 게임"은 2004년에 개봉한 대한민국의 영화이다.

## 캐스팅
- 김태연 : 희재 역
- 이동규 : 현태 역
- 박재현 : 재철 역
- 공정환 : 구본 역
- 조효경 : 혜련 역
- 서범식 : 안 실장 역
- 사현진 : 미영 역
- 기주봉 : 김 소장 역 (특별출연)